# Князь Суворов (броненосец)
«Князь Суворов» — русский эскадренный броненосец. Заложен 8 сентября 1901 года в Санкт-Петербурге на Балтийском заводе, 25 сентября 1902 года спущен на воду. Главный строитель — корабельный инженер К. Я. Аверин. Назван в честь русского полководца А. В. Суворова. 27 августа 1904 года броненосец был введён в строй.
В составе 2-й Тихоокеанской эскадры, сформированной из кораблей Балтийского флота, под командованием капитана 1-го ранга Василия Васильевича Игнациуса совершил 18 000-мильный переход, принял участие в Цусимском сражении, в ходе которого был потоплен.

## Участие в бою
Будучи флагманским кораблем вице-адмирала Рожественского, «Суворов» возглавлял колонну броненосцев, следуя первым мателотом в колонне 1-го броненосного отряда.
В 13:49 левая носовая 6" башня броненосца начала пристрелку. В 13:52 японский флагман «Микаса» открыл огонь по «Суворову» с дистанции 34,5 кабельтова (примерно 6,3 км).
В 13:54 огонь по «Суворову» открыли «Сикисима» и «Асахи», в 14:02 — «Фудзи». Пользуясь преимуществом в скорости, японский 1-й боевой отряд удерживал «Суворова» на траверзе 3-4 мателота, пересекая курс русской эскадры и охватывая её голову. В первые же минуты боя на «Суворове» вышли из строя сигнальные фалы, а из-за града осколков сигнальщики не могли выйти на мостик, чтобы воспользоваться флажным семафором. Флагман утратил управление эскадрой. В начале третьего Рожественский приказал отвернуть на несколько румбов вправо, чтобы увеличить дистанцию между собой и противником, но «Микаса» тоже изменил курс.
В 14:08 на «Суворове» возникли сильные пожары. Около 14:18 японский флот охватил голову русской эскадры настолько, что «Суворов» оказался на траверзе крейсера «Ивате», в результате чего почти все корабли 2-го броненосного отряда перенесли огонь на русский флагман. Броненосец заволокло дымом, и японцы временно перенесли огонь на другие русские корабли.
В 14:32 осколки снаряда проникли через щель в броневую рубку «Суворова», убив почти всех находившихся там, в том числе и ранив самого Рожественского. Потеряв управление, броненосец начал описывать циркуляцию вправо, увлекая за собой другие корабли. Но командир «Императора Александра III» быстро разобрался в ситуации и вернулся на прежний курс. «Суворов», описав полный круг, прорезал строй русской эскадры между «Сисоем Великим» и «Наварином». Броненосец пытался управляться машинами, рыская из стороны в сторону. Оказавшись между двух эскадр, он подвергся ожесточённому обстрелу, лишившись всех труб и мачт и почти всей артиллерии. Рожественский был ранен вторично.
В 15:03 на отставший броненосец в тумане вновь наткнулся японский 1-й боевой отряд. «Микаса» выпустил по нему торпеду и повернул, разыскивая русскую эскадру. Около 15:10 на «Суворов» наткнулся 2-й боевой отряд японцев. Броненосные крейсера Камимуры открыли огонь с дистанции в 11 кабельтовых, а в 15:17 «Якумо» и «Азума» выпустили по торпеде. «Суворов» был охвачен пламенем, и огонь по нему прекратили. Проходившие мимо главные силы русской эскадры пытались прикрыть своего флагмана огнём. В 15:21 авизо «Чихая» выпустил в «Суворова» две торпеды с дистанции 8,5 кабельтовых.
В 15:27 на русский флагман пошёл в атаку 5-й отряд японских истребителей, выпустивший пять 457-мм торпед с расстояния 2-4 кабельтова. В 15:30 Камимура лег на курс, параллельный курсу русской эскадры. Шедший зигзагами между противниками «Суворов» опять подвергся ожесточённому обстрелу. В начале шестого «Микаса» и «Сикисима» вновь выпустили в «Суворова» торпеды. В это же время вблизи кормовой башни броненосца разорвался 6" снаряд, снёсший обрубок грот-мачты.
В 16:15 броненосец, шедший со скоростью 10 узлов, опять прорезал колонну русских кораблей и в 16:28 был атакован 4-м отрядом истребителей. «Асагири» и «Мурасаме» выпустили по одной, а «Асасиво» — две торпеды в правый борт «Суворова», после чего «Асагири» и «Мурасаме» повторили атаку слева. Броненосец отстреливался единственной оставшейся 75-мм пушкой в кормовом каземате, но его прикрыли огнём остальные русские корабли, которые успешно отогнали от флагмана 3-й отряд истребителей. В начале шестого миноносец «Буйный» снял с «Суворова» часть штаба эскадры во главе с тяжело раненым Рожественским. Миноносец «Бедовый», которому было приказано снять оставшуюся часть штаба, приказ не выполнил.
Около 18:00 2-й боевой отряд, проходя мимо, с дистанции в 60 кабельтовых вновь обстрелял «Суворова» и задержавшуюся возле флагмана плавмастерскую «Камчатка». В седьмом часу оба корабля были потоплены японскими крейсерами 6-го боевого отряда и миноносцами. С «Суворова» не спасся ни один человек. Однако, существуют свидетельства, что вместе с частью штаба и адмиралом Рожественским, на «Буйный» были переданы 20 матросов с броненосца.
Эскадренный броненосец «Князь Суворов» был исключён из списков флота 15 сентября 1905 года.

## Схема бронирования
- тип — крупповская броня
- пояс по ватерлинии — 194—125 мм
- верхний пояс — 152—102 мм
- башни главного калибра — 254 мм
- 152-мм башни — 152 мм
- батареи 76 мм, палуба — до 107 мм (суммарно)
- рубка — 203 мм

## Список корабельных и штабных офицеров, погибших в Цусимском сражении

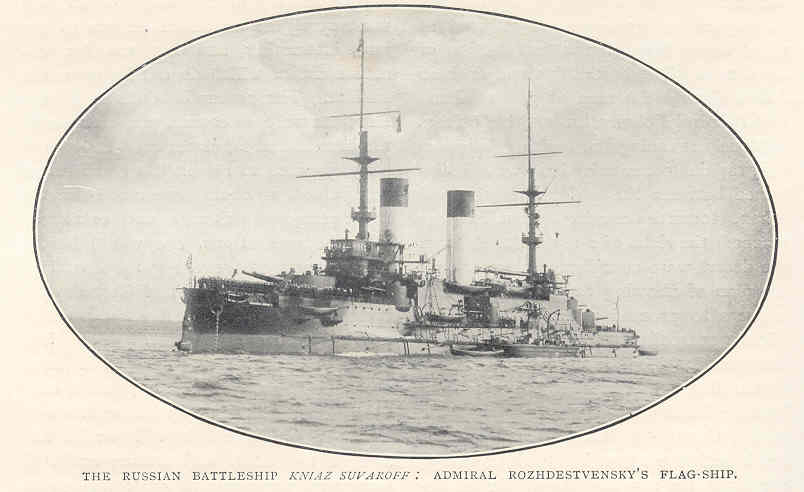
броненосец «Князь Суворов»

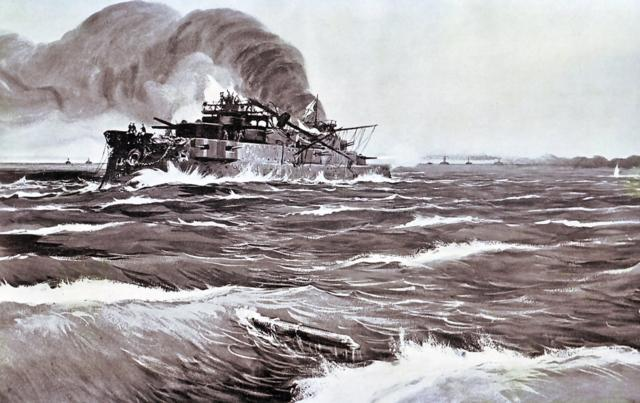
Последние минуты броненосца «Князь Суворов» в Цусимском сражении. Картина Ивана Владимирова

1. Командир Капитан 1 ранга Василий Васильевич Игнациус
2. Старший офицер Капитан 2 ранга Андрей Павлович Македонский 2-й
3. Флагманский минный офицер Капитан 2-го ранга Павел Павлович Македонский 1-й
4. Флагманский артиллерийский офицер Полковник КМА Фёдор Аркадьевич Берсенев
5. Старший флаг-офицер Лейтенант Евгений Владимирович Свенторжецкий
6. Старший флаг-офицер Лейтенант Сергей Дмитриевич Свербеев 1-й
7. Младший флаг-офицер Лейтенант Алексей Николаевич Новосильцев
8. Младший флаг-офицер Мичман Георгий Ростомович князь Церетели
9. Младший флаг-офицер Мичман Владимир Петрович Козакевич
10. И.д. Флагманского инженер-механика Полковник КИМ Леонид Николаевич Стратанович
11. Флагманский Корабельный инженер Старший Помощник судостроителя Евгений Сигизмундович Политовский
12. Ревизор Лейтенант Пётр Илларионович Орнатов
13. Старший минный офицер Лейтенант Николай Иванович Богданов 1-й
14. Младший минный офицер Лейтенант Пётр Александрович Вырубов 1-й
15. Старший артиллерийский офицер Лейтенант Пётр Владимирович Владимирский
16. Младший артиллерийский офицер Лейтенант Александр Александрович Прохоров 2-й
17. Младший артиллерийский офицер Мичман Николай Ильич Кульнев 1-й
18. Старший штурманский офицер Лейтенант Владимир Петрович Зотов 1-й
19. Младший штурманский офицер Мичман Михаил Сергеевич Краевский
20. Вахтенный Начальник Лейтенант Анатолий Анатольевич Редкин (командир правой кормовой 6" башни)
21. Вахтенный Начальник Лейтенант Борис Арсеньевич Данчич (командир левой носовой 6"башни)
22. Вахтенный Начальник Мичман Владимир Митрофанович Баль 4-й
23. Вахтенный Начальник Мичман Александр Александрович Флоров
24. Вахтенный офицер Мичман Владимир Юрьевич Фомин (командир кормового плутонга 75-мм орудий)
25. Вахтенный офицер Мичман Борис Николаевич Шишкин
26. Вахтенный офицер Мичман Георгий Иванович Жуковский
27. Вахтенный офицер Мичман Дмитрий Сергеевич Головнин 2-й  (командир правой носовой 6" башни)
28. Вахтенный офицер Прапорщик по морской части Вернер Иванович фон-Курсель
29. И.д. Старшего судового механика Капитан КИМ Борис Викторович Вернандер
30. Младший судовой механик Поручик КИМ Павел Степанович Федюшин
31. Младший судовой механик Поручик КИМ Генрих Рудольфович Криммер
32. Младший судовой механик Поручик КИМ Сергей Митрофанович Малыгин
33. Младший судовой механик Прапорщик по мех. части Николай Александрович Белый
34. Младший судовой механик Прапорщик по мех. части Георгий Готлибович Гирбургер
35. Старший судовой врач Надворный Советник Александр Митрофанович Надеин
36. Младший судовой врач Коллежский Советник Аполлоний Михайлович Матавкин
37. Капельмейстер Фридрих Дитш
38. Судовой священник Иеромонах отец Назарий